# Филосторгий

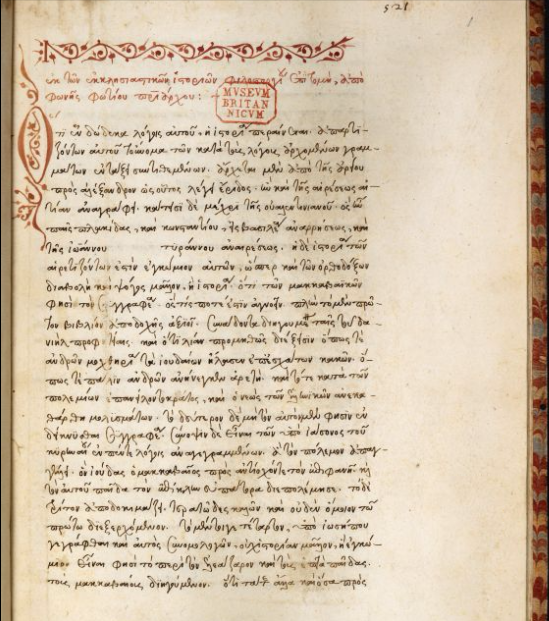
Извлечение Фотия из «Церковной истории» Филосторгия. Британская библиотека. Манускрипт, первая половина 16 века

Филосто́ргий (греч. Φιλοστόργιος) (ок. 368, Борисс, Каппадокия — ок. 439) — античный церковный деятель, богослов и историк-арианин.
Семья Филосторгия была арианской и сам он был убежденным сторонником учения Евномия; Филосторгий был лично знаком с Евномием и посвятил ему хвалебную поэму.

## «Церковная история»
В 430—440 годах Филосторгий написал свой главный труд — «Церковную историю», как продолжение «Церковной истории» Евсевия Кесарийского. «История» Филосторгия не дошла до нас полностью, но имеет большое историческое значение. В ней автор описывал с арианской точки зрения историю христианства IV — начала V века (c 300 по 425 г.). Выдержки из этого произведения сохранились в сокращённом изложении в «Библиотеке» патриарха Фотия («Сокращение из «Церковной истории» Филосторгия, со слов патриарха Фотия»). Другие отрывки из сочинения Филосторгия включены в анонимную «Жизнь Константина» и в позднюю редакцию «Мученичества святого Артемия» (ΙΧ в.), первоначальное авторство которого в рукописях приписывается Иоанну Дамаскину. («Мучение св. великомученика Артемия» известно было и на Руси). Также отрывки из «Истории» Филосторгия нашли своё отражение в «Сокровище православной веры» («Θησαυρός ὀρθοδοξίας») Никиты Хониата (1155—1213).
«Историю» Филосторгий разделил на 12 книг по числу букв своего имени — «Φιλοστόργιος». И каждая книга начиналась с соответствующей греческой буквы. Фактически его книга была посвящена истории арианства с начала его существования до 425 года. «История», хотя и сохранившаяся лишь в отрывках, представляет особый интерес, поскольку рисует альтернативную точку зрения на события, которая зачастую резко противоречит точке зрения других, ортодоксальных церковных историков, таких, как Сократ и Созомен.
Филосторгий восхваляет симпатизировавшего арианству императора Констанция II, оправдывая убийство им братьев. Историк рисует положительный образ другого императора-арианина — Валента: в отличие от Аммиана Марцеллина, Филосторгий не считает Валента виновным в поражении римлян при Адрианополе. Ортодоксального Феодосия Великого и его потомков — Аркадия, Феодосия II — Филосторгий рисует в негативном свете, сообщая при этом интересные подробности, о которых умалчивают другие историки. Несколько более положительно он относился к Гонорию.
Значительное место в изложении Филосторгия занимают чудеса и предзнаменования (prodigia), катастрофы (землетрясения, потоп, голод).

### Оригинальные тексты и иностранные переводы
- PG 65
- Philostorgios. Kirchengeschichte / Ediert, übersetzt, kommentiert von Br. Blackmann und M. Stern. Paderborn: Ferdinand schöningh, 2015. Bd.I.: Einleitung, Text und Übersetzung. 440 s.
- Philostorgius. Kirchengeschichte (mit dem Leben des Lucian von Antiochen und den Fragmenten eines arianischen Historiographen) / Hrsg. J. Bidez. — Leipzig: J.C. Hinrichs'sche Buchhandlung, 1913.
- Philostorgius. Church History / translat. with an Introduction and Notes by Philip R. Amidon. Atlanta: Society of Biblical literature, 2007.
- Philostorgius. Kirchengeschichte / Hrsg. von J. Bidez, F. Winkelmann. Berlin, 1972.

### Русские переводы
- Фотий, патр. Сокращение «Церковной истории» Филосторгия, сделанное патриархом Фотием // Христ. чтение. — СПб., 1854. — № 4.
  - Фотий, патр. История церкви Филосторгия. — М.: Посев, 1998
  - Фотий, патр. Сокращение «Церковной истории» Филосторгия, сделанное патриархом Фотием; Дополнение к «Истории» Филосторгия; Отрывки из Филосторгия // Георгий Пахимер. История о Михаиле и Андронике Палеологах. Патриарх Фотий. Сокращение «Церковной истории» Филосторгия, сделанное патриархом Фотием / Подгот. к изд. А. И. Цепковым. — Рязань: Александрия, 2004. — С. 355—441. — (Визант. ист. б-ка). — Алф. указ.: С. 518—553. — ISBN 5-94460-015-2
  - Фотий, патр. Сокращение Церковной истории Филосторгия: [Отрывки] // Древняя Русь в свете зарубежных источников: Хрестоматия. — Т. II: Визант. источники. — М.: РФСОН, 2010. — С. 21—25.
- Филосторгий. Сокращение «Церковной истории» / Пер. с древнегреч. В. А. Дорофеевой // Церковные историки IV—V веков. — М.: РОССПЭН, 2007. — С. 187—262, 520—584 (коммент.). — (Классики античности и средневековья). — ISBN 978-5-8243-08-34-1
  - Онлайн-версия: Онлайн версия книги. vk.com (2015).